# 原始愛爾蘭語
原始愛爾蘭語是至今發現最古老形式的盖尔亚支语言，關於它的資訊，我們僅能從一些斷簡殘篇得知，這些語料大部分是發現於愛爾蘭和大不列顛島西部，以歐甘銘文銘刻在石頭上的人名，使用的时间约是4-7世紀。

## 語言歷史及演進
經音譯後的歐甘銘文說明了原始愛爾蘭語是一種古老的凱爾特語言。原始愛爾蘭語沒有字母 P，並且在語言的型態學以及曲折變化上，都與高盧語、拉丁語、以及古典希臘語或梵語相似。
無論如何，原始愛爾蘭語缺少現代愛爾蘭語所擁有的大部分特徵，很難辨認出它是某種形式的愛爾蘭語。在相較之下，從六世紀開始使用的古愛爾蘭語就比較像愛爾蘭語：擁有字首子音變化、獨特的「寬」「窄」子音、字母 P、由非重音音節脫落了母音而形成的子音叢、以及許多顯著的母音及子音演變。
舉例來說，西元5世紀愛爾蘭倫斯特的一個國王的名字在以古愛爾蘭語書寫的列王誌及編年史上是 Mac Caírthinn Uí Enechglaiss，但他埋葬處旁的石碑卻以歐甘銘文刻著：MAQI CAIRATINI AVI INEQUAGLAS（屬格），提供了這位國王名字的另一種晚期原始愛爾蘭語版本；從兩者的不同，我們可以清楚地看出古愛爾蘭語版本有，但原始愛爾蘭語版本卻沒有表現的子音軟化，以及非重音音節的母音脫落。
據歷史語言學的考察，這樣的演變在語言的發展中並非不尋常，但特別之處在於這些演變在愛爾蘭語的發展中很快速地發生了，而這樣的演變又與天主教的傳入以及拉丁語的引進同時發生。
一般來說，所有的語言都有不同的語域或不同程度的正式化。最正式的語域通常用於教育或宗教的領域，他們的語言演變也通常相當緩慢。而最非正式、最口語的語域則常常發生變化，但在多數的例子中，由於人們仍需要以正式的語域互相溝通，也因為有了正式語域的牽制，使得正式與非正式語域之間的變化差異不至於太大而變成兩種無法互通的方言。
在天主教傳入前的愛爾蘭島上，最正式的語域是用於教育與宗教階級，也就是德魯伊們作為慶典與傳授知識的使用；另外紀念碑上的銘文也可能以此種正式的語域刻寫。但後來當教育階級的德魯伊被天主教的修道士取代後，原來用於傳遞知識的正式語域的原始愛爾蘭語也被拉丁語取代。在此之後，當時的口語愛爾蘭語在沒有原先正式語域的拘束後，便自己開始快速地演變，直到發展出新的書寫標準，也就是古愛爾蘭語。

## 语法
最正统的欧甘铭文过于简洁，使得原始爱尔兰语的形态几乎不可能还原出来，但其音系和名词词法的雏形还是隐约可辨的。

### 名词词法
除与格单数、属格复数、主格单数的少数几块铭文外，绝大多数已知的正统欧甘文名词铭文都是属格单数，因此名词词法难以被还原。德国哲学家Sabine Ziegler观察到其与原始凯尔特语的对应(名词按主元音分类)，如此，原始爱尔兰语属格单数的韵尾可归纳为 -i、 -as、 -os、 -ais四种。
第一种 -i对应原始凯尔特语o词干名词。此类词的属格展现为-u，主格似乎也是-u。 -os类则对应原始凯尔特语i、u词干名词， -as对应ā词干名词。 -ais的真实功能未知。
此外，据Damian Mcmanus，原始凯尔特语鼻音、齿音和元音词干词也对应原始爱尔兰语 -as，见于人名，如 Glasiconas、  Cattubuttas、 Lugudeccas。

### 音系
通过比较语言学、地名学研究，构拟原始爱尔兰语的音系是可能的。

#### 元音
字母Ailm、Onn、Úr一般认为表示元音/a/、/o/和/u/，而Edad和Idad的音值悬而未决。它们少见外部对音，可能表示/e/和/i/。还有写作ai和oi的两个双元音。
在后来的爱尔兰语形式中，“学院派”欧甘文又吸收了5个表示元音的新字母，称作forfeda，对应双元音，但不再能对应原始爱尔兰语的实际发音。

#### 辅音
原始爱尔兰语辅音音素据凯尔特学家Damian McManus：
|      | 唇音 | 唇音 | 齿龈音 | 齿龈音 | 硬颚音 | 硬颚音 | 软腭音 | 软腭音 | 唇化软腭音 | 唇化软腭音 |
| ---- | ---- | ---- | ------ | ------ | ------ | ------ | ------ | ------ | ---------- | ---------- |
| 鼻音 | m    | m    | n      | n      |        |        |        |        |            |            |
| 塞音 | b    | b    | t      | d      |        |        | k      | ɡ      | kʷ         | ɡʷ         |
| 擦音 |      |      | s、sᵗ  | s、sᵗ  |        |        |        |        |            |            |
| 近音 |      |      |        |        | j      | j      |        |        | w          | w          |
| 边音 |      |      | l      | l      |        |        |        |        |            |            |
| 颤音 |      |      | r      | r      |        |        |        |        |            |            |

cért、gétal和straif三个字母分别对应拉丁字母q、ng(或gg)和z，古代学院派欧甘学者称它们为foilceasta(问题)，因为其原始发音已经消失了。前两者分别表示/kʷ/和/ɡʷ/，在古爱尔兰语中与不带合口的普通软腭音合流；第三个可能表示/st/，与/s/合流。然而，Straif和Sail间存在差别的证据一直持续到古爱尔兰语时期，Straif/s/的séimhiú(弱化)形式产生/f/，而Sail则产生/h/。

Úath或hÚath写作 h，虽然不属于foilceasta，也表示一个独特的音素。原始爱尔兰语早期可能表示类似/j/的音，古爱尔兰语中消失了。
Consonant lenition and palatalisation may already have existed in an 同位异音形式，即它在音位上没有最小对立。